# 포드 매버릭 (2022)
포드 매버릭(영어: Ford Maverick)은 포드에서 생산하는 소형 픽업 트럭이다. 2021년 6월 8일 포드에서 판매하는 가장 작은 트럭으로 공개했다. 매버릭은 이스케이프 및 브롱코 스포츠와 공유하는 전륜구동, 유니 바디 플랫폼을 기반으로 하며, 하이브리드 파워트레인을 기본으로 제공한다.2022년 모델은 2021년 후반에 판매했다.

## 역사
포드는 2019년 1월에 포드 포커스에서 사용하는 포드 C2 플랫폼 기반으로 소형 픽업 트럭 출시 계획을 발표하였으며,최초의 사전 제작 프로토타입이 등장했다. 2020년 7월 생산 공장에서 테일 게이트 사진을 개봉하였고, 1970년대 소형차 명칭이었던 포드 매버릭을 이 트럭에 사용하였다.
매버릭은 북미 및 남미 자동차 시장에서 브롱코 스포츠와 함께 멕시코 공장인 '에르모실로 조립 공장'(Hermosillo Stamping and Assembly)에서 생산한다.생산은 2021년 9월 2일부터 시작했다.

## 트림 레벨
XL, XLT 및 라리아트의 세 가지 트림 레벨로 제공되며, 라리아트 트림을 기반으로 한 한정된 생산 First Edition 모델도 출시될 수 있다. 모든 모델의 표준 장비에는 유선 애플 카플레이 및 안드로이드 오토 스마트폰이 통합된 포드 SYNC 3 터치 스크린 인포테인먼트 시스템과 통합된 FordPass 4G LTE 모뎀, 파워 윈도우, 외부 사이드 미러, 도어록, 에어컨 및 다기능 스티어링 휠이 포함되어 있다. 옵션 장비 (트림 레벨에 따라 다름)에는 앰프가있는 Bang and Olufsen 프리미엄 8 스피커 오디오 시스템, 키리스 액세스 및 엔트리 시스템, 열선식 앞 좌석, 원격 차량 스타터 시스템, 트레일러 견인 패키지, 크루즈 컨트롤, 매뉴얼이 포함된다. 슬라이딩 리어 윈도우, 파워 선 루프, SiriusXM 위성 라디오 및 포드 CoPilot360 운전자 지원 기술 제품군이 있다.
하이브리드 전기 모터와 e-CVT 기어 박스가 장착된 2.5리터 4기통 가솔린 엔진은 모든 매버릭 모델의 표준 장비이며 2.0리터 EcoBoost 터보 차저 4기통 가솔린 엔진은 선택 사항이다. 터보 엔진은 8단 자동 변속기와 함께 245 마력 (248PS, 183kW) 및 275lb⋅ft (373N⋅m, 38.0kg⋅m)의 토크를 생성한다. 모든 매버릭 모델은 센터 콘솔에 있는 로터리 노브 기어 선택기를 사용한다. 전륜구동은 모든 모델에서 표준이며, 전륜구동은 EcoBoost 변형에만 선택 사항에 해당된다.

## 판대 대수
| 연도   | 미국   | 캐나다 | 멕시코 |
| ------ | ------ | ------ | ------ |
| 2021년 | 13,259 | 1,504  | 847    |
| 2022년 | 74,370 |        |        |